# Sikelos
Sikelos (Σίκελος) war ein antiker attischer Vasenmaler des schwarzfigurigen Stils in der Mitte des 6. Jahrhunderts v. Chr.
Sikelos ist namentlich nur aufgrund seiner Signatur ΣΙΚΕΛΟΣ ΕΓΡΑΦΣΕΝ (Sikelos hat es gemalt) auf einer Panathenäischen Preisamphore bekannt. Es ist eine der wenigen Malersignaturen auf dieser Vasenart; Sikelos gehört zu den frühesten bekanntem Malern von Preisamphoren, die Amphore wird in den Zeitraum um 560/550 v. Chr. datiert. Die Vase wurde in Tarent gefunden und befindet sich heute im Archäologischen Nationalmuseum Neapel.
Wie üblich auf panathenäischen Preisamphoren wird auf der Vorderseite Athene zwischen zwei Säulen gezeigt. Hinzu kommt die übliche Beischrift für derartige Vasen: ΤΟΝ ΑΘΕΝΕΘΕΝ ΑΘΛΟΝ ([einer] der Preise aus Athen). Die Rückseite zeigt eine Ringergruppe, die von einem Trainer und einem weiteren Ringer eingerahmt ist. Zwei weitere Fragmente panathenäischer Preisamphoren (Athen, Akropolis 1051 und 1053) werden ihm aus stilistischen Gründen zugeschrieben.
Der Name Sikelos weist den Vasenmaler als aus Sizilien stammend aus; möglicherweise war er ein Metöke.